# Texas, addio
Texas, addio, chamado no Brasil de Adeus, Texas, é um filme de Bang-bang à italiana franco-espanhol de 1966 dirigido por Ferdinando Baldi e estrelado por Franco Nero.

## Sinopse
| “ | Ainda criança o pequeno Burt Sullivan (Franco Nero) vê seu pai friamente assassinado e sua mãe cruelmente violentada por Cisco Delgado (José Suárez), um pistoleiro sádico e inescrupuloso. Os anos se passam, e agora Burt é o xerife de Widow Rock. É chegado então o momento da vingança durante muito tempo alimentada pela lembrança da cena que o atormenta desde então. Ele e seu irmão Jim (Alberto Dell'Acqua) partem à procura de Cisco, porém ele mora em uma cidade que é uma espécie de fortaleza, dominada por ele e seus inúmeros capangas armados até os dentes. Uma cidade sem lei onde quem manda é a violência do mais rápido no gatilho e a morte rápida é um meio de vida. Muita luta e tiroteios cerrados em um filme com um confronto final inesquecível. | ” |

## Produção
Assim como muitos filmes de Bang-bang à italiana, Texas, addio foi gravado na província espanhola de Almería. Franco Nero, em seus comentários para os extras do DVD lançado pela Anchor Bay, menciona que a filmagem de Texas, addio, ocorreu em um local bem próximo de onde estava sendo filmando The Good, the Bad and the Ugly. Por conta disso, Franco Nero e Clint Eastwood passaram um tempo entre as filmagens socializando.